# Грязнушка (приток Самары)
Грязнушка — река в России, протекает по Переволоцкому району Оренбургской области. Устье реки находится в 577 км по правому берегу реки Самары. Длина реки составляет 13 км. Площадь водосборного бассейна — 60,7 км².

## Данные водного реестра
По данным государственного водного реестра России, река относится к Нижневолжскому бассейновому округу. Водохозяйственный участок реки — Самара от истока до Сорочинского гидроузла. Речной бассейн Грязнушки — Волга от верховий Куйбышевского водохранилища до впадения в Каспий.
Код объекта в государственном водном реестре — 11010000912112100006178.